# Classe Shiratsuyu
La classe Shiratsuyu (白露型駆逐艦, Shiratsuyugata kuchikukan) est une série de 10 destroyers de 1re classe de la Marine impériale japonaise construite entre 1930 et 1935.

## Contexte
Les six premiers destroyers de classe Shiratsuyu étaient des versions modifiées de la classe Hatsuharu initialement prévu, ainsi que les six suivants, dans le cadre d'un premier Plan de réarmement japonais supplémentaire .

Cependant, les problèmes de conception des navires de la classe hatsuharu, notamment par rapport à leur petit déplacement, ont donné lieu à des modifications importantes, au point que les six derniers navires en commande ont été désignés comme une catégorie distincte. Quatre autres navires supplémentaires ont été commandés dans le cadre du 2° Plan de réarmement japonais supplémentaire de l'exercice 1934, et tous les navires ont été fixés par 1935.
Comme la classe Hatsuharu, les destroyers de classe Shiratsuyu ont été conçus pour accompagner la force de frappe principale japonaise et pouvoir mener, à la fois de jour et de nuit, des attaques à la torpille. En dépit d'être l'une des classes les plus puissantes de destroyers dans le monde au moment de leur réalisation, aucune unité n'a survécu à la guerre du Pacifique.

## Conception
Dans leur présentation générale, les navires de classe Shiratsuyu ressemblaient beaucoup à la sous-classe Ariake, ou de la version finale de classe Hatsuharu, ne différant que par le dessin plus compact de la passerelle, la forme et l'inclinaison des entonnoirs. La coque a conservé la configuration générale de la classe Hatsuharu avec un long gaillard à l'évasement prononcé pour améliorer la tenue en mer à grande vitesse, ajoutant de la flottabilité et de la réduction de la pulvérisation de l'eau venant sur le pont.
Ils ont été les premiers navires de guerre japonais à posséder des supports de torpilles quadruples et une ligne téléphonique de communication avec la passerelle. Comme la classe Hatsuharu les lanceurs de torpilles ont reçu un bouclier protecteur pour permettre l'utilisation par gros temps et les protéger contre les tirs de raids aériens.
Au cours de la Guerre du Pacifique, la tourelle simple a été supprimée pour être remplacée par 13 à 21 canons automatiques AT/AA de 25 mm en renforcement de la lutte anti-aérienne.
Dès l'automne 1942, une rampe arrière de lancement de 18 autres grenades sous-marines a été aménagée. Un radar fut aussi installé tardivement en 1944.

## Service
Les navires de la classe Shiratsuyu ont tous combattu pendant la guerre du Pacifique et aucun n'a survécu.
Le Shiratsuyu a été coulé au nord-est de l'île de Mindanao dans une collision avec le pétrolier Seiyo Maru. La plupart de la classe ont été coulés par les sous-marins américains ; les Kawakaze, Yudachi et Murasame sont touchés dans des actions de surface, et seul le Harusame a été victime d'un avion.
Le Murasame a été utilisé dans plusieurs campagnes, en commençant par la bataille des Philippines. En 1942, il a participé aux batailles de la mer de Java, de Midway, de Guadalcanal, avant d'être coulé à la bataille du détroit de Blackett en mars 1943.
Le Shigure était le navire-amiral du capitaine Tameichi Hara (en) de 1942 à 1943, et est devenu l'un des plus célèbres destroyers japonais de la guerre. Il a survécu à de nombreuses batailles dans les îles Salomon (étant également le seul survivant de la bataille de Kolombangara), jusqu'à ce qu'il soit torpillé et coulé au large du golfe du Siam par l'USS Blackfin au début de 1945.

## Les unités
| Nom        | Chantier naval              | Quille           | Lancement         | Service          | Fin de carrière              | Photo |
| ---------- | --------------------------- | ---------------- | ----------------- | ---------------- | ---------------------------- | ----- |
| Shiratsuyu | Arsenal naval de Sasebo     | 14 novembre 1933 | 5 avril 1935      | 20 août 1936     | collision le 15 juillet 1944 |       |
| Shigure    | Compagnie des docks d'Uraga | 9 décembre 1933  | 18 mai 1935       | 7 septembre 1936 | coulé le 25 janvier 1945     |       |
| Murasame   | Chantiers navals Fujinagata | 1er février 1934 | 20 juin 1935      | 7 janvier 1937   | coulé le 6 mars 1943         |       |
| Yudachi    | Arsenal naval de Sasebo     | 16 octobre 1934  | 21 juin 1936      | 7 janvier 1937   | coulé le 13 novembre 1942    |       |
| Samidare   | Compagnie des docks d'Uraga | 19 décembre 1934 | 6 juillet 1935    | 29 janvier 1937  | coulé le 26 août 1944        |       |
| Harusame   | Compagnie des docks d'Uraga | 3 février 1935   | 21 septembre 1935 | 26 août 1937     | coulé le 8 juin 1944         |       |
| Yamakaze   | Compagnie des docks d'Uraga | 25 mai 1935      | 21 février 1936   | 30 juin 1937     | coulé le 23 juin 1942        |       |
| Kawakaze   | Chantiers navals Fujinagata | 25 avril 1935    | 1er novembre 1936 | 30 avril 1937    | coulé le 6 août 1943         |       |
| Umikaze    | Arsenal naval de Maizuru    | 4 mai 1935       | 27 novembre 1936  | 31 mai 1937      | coulé le 1er février 1944    |       |
| Suzukaze   | Compagnie des docks d'Uraga | 9 juillet 1935   | 11 mars 1937      | 31 août 1937     | coulé le 25 janvier 1944     |       |